# First Born (Eyedea & Abilities)
First Born é o primeiro álbum de estúdio da dupla musical americana de Hip hop Eyedea & Abilities, lançado pelo selo da gravadora Rhymesayers em outubro de 2001.
Afastando-se dos raps de batalha que Eyedea & Abilities haviam feito anteriormente, First Born foi um introspectivo álbum conceitual refletindo sobre o estado do hip-hop e da vida.
Nathan Rabin do The A.V. Clube disse: "As excursões nobres do álbum ao reino do ser e do nada periodicamente se transformam em uma autoparódia de olhar para o umbigo, mas a entrega apaixonada e as habilidades líricas de Eyedea mantêm o disco fundamentado." uma nota 7,9 de 10, afirmando que "as rimas [de Eyedea] são densas, alfabetizadas, focadas, muitas vezes surpreendentes e sempre divertidas." Em 2015, o "Hip Hop DX" o incluiu na lista dos 30 melhores álbuns de hip hop underground desde 2000.

## Descrição
Todas as músicas foram gravadas no home estúdio do Micheal Larsen vulgo Eyedea em Saint Paul, Minneapolis com o DJ Abilities no papel de beatmaker executando a produção dos beats. Enquanto, a mixagem e masterização foi feita por Chris Blood e Emily Lazar. A arte da capa foi criada por M. Ward e o layout por Stress.

## Faixas
| Nº | Título                              | Compositor(es)     | Produção (Beat) | Sample(s)                                                         |
| -- | ----------------------------------- | ------------------ | --------------- | ----------------------------------------------------------------- |
| 1  | One                                 | Eyedea & Abilities | DJ Abilities    |                                                                   |
| 2  | Music Music                         | Eyedea & Abilities | DJ Abilities    | "People Make the World Go Round" por The Ramsey Lewis Trio (1972) |
| 3  | Birth of a Fish...                  | Eyedea & Abilities | DJ Abilities    |                                                                   |
| 4  | ...Powdered Water Too (Part 1)      | Eyedea & Abilities | DJ Abilities    |                                                                   |
| 5  | ...Powdered Water Too (Part 2)      | Eyedea & Abilities | DJ Abilities    |                                                                   |
| 6  | Color My World Mine                 | Eyedea & Abilities | DJ Abilities    |                                                                   |
| 7  | Liquid Sovereignty                  | Eyedea & Abilities | DJ Abilities    |                                                                   |
| 8  | A Murder of Memories                | Eyedea & Abilities | DJ Abilities    |                                                                   |
| 9  | Blindly Firing                      | Eyedea & Abilities | DJ Abilities    |                                                                   |
| 10 | Big Shots                           | Eyedea & Abilities | DJ Abilities    | "Love to Love You Baby" por Donna Summer (1975)                   |
| 11 | Void (Internal Theory)              | Eyedea & Abilities | DJ Abilities    | "Tranquil" por Ron Carter (1980)                                  |
| 12 | The Dive (Part 1)                   | Eyedea & Abilities | DJ Abilities    |                                                                   |
| 13 | The Dive (Part 2)                   | Eyedea & Abilities | DJ Abilities    | "The Great Gig in the Sky" por Pink Floyd (1973)                  |
| 14 | Well Being                          | Eyedea & Abilities | DJ Abilities    |                                                                   |
| 15 | Read Wiped in Blue                  | Eyedea & Abilities | DJ Abilities    |                                                                   |
| 16 | Void (External Theory)              | Eyedea & Abilities | DJ Abilities    |                                                                   |
| 17 | On This I Stand                     | Eyedea & Abilities | DJ Abilities    | "Genetic Walk" por Ahmad Jamal (1980)                             |
| 18 | Before and After" (part. Blueprint) | Eyedea & Abilities | DJ Abilities    |                                                                   |

## Desempenho comercial
O disco First Born foi bem recebido por críticos da cena de Underground hip hop dos EUA, sendo que a música Big Shots foi utilizada na trilha sonora do vídeo game "Tony Hawk's Pro Skater 4". Na atualidade, ainda existem beatmakers e produtores musicais que criam remixes de certas músicas do disco First Born. Por exemplo, em 2023, o Emtee Beats lançou no canal oficial da Intercala Records a música The Dive (Emtee Mix).

## Formação
- Eyedea
- DJ Abilities